# Cesão Quíncio Claudo
Cesão (ou Caio) Quíncio Claudo (em latim: Kaeso (ou Caius) Quintius Claudus) foi um político da gente Quíncia da República Romana eleito cônsul em 271 a.C. com Lúcio Genúcio Clepsina.

## Consulado (271 a.C.)
Em 271 a.C., foi eleito cônsul com Lúcio Genúcio Clepsina. Não se relata nenhum feito notável em seu nome. Seu colega, Clepsina, cercou e capturou Régio.